# Daimoku
O daimoku (題目), também chamado em sua forma honorífica de o-daimoku (お題目) é o termo utilizado pelas tradições do Budismo de Nitiren para se referir a um mantra, dito ter sido revelado pelo monge budista Nichiren, no 28.º dia do quarto mês lunar de 1253, em Seichō-ji (também conhecido como Kiyosumi-dera), localizado na atual cidade de Kamogawa, Chiba.
Sua prática continua é chamada de 'shōdai (唱題), e é tido como forma para eliminar as energias negativas e o karma negativo acumulado, para que o praticante possa reduzir possíveis sofrimentos na vida presente, e em posteriores.
Ao pé da letra "daimoku" significa "O Título", ou seja, o título do Sutra do Lótus, que é Myohorengekyo, acrescido do prefixo devocional "Namu".
A forma pictográfica é composta de caracteres em kanji: 南無妙法蓮華経, sendo distinta a pronúncia segundo as tradições: a pronúncia tradicional Namu Myoho Renge Kyo, utilizado na Nichiren-Shu, HBS, etc.; e o Nam-Myoho-Renge-Kyo"(南無妙法蓮華経), SGI, a prática da Nitiren Shoshu pronuncia "Nam" quando pronunciando o daimoku rápido, e "Namu" quando pronuncia o daimoku lento (Hiki Daimoku).

## Conceitos
A palavra daimoku significa "título", e refere-se ao nam-myoho-rengue-kyo, como sendo o título do Sutra de Lótus.
Nichiren revelou para a humanidade que, ao recitar o título do Sutra do Lótus (daimoku), está incorporada a recitação de todos os seus 28 capítulos.
O significado do Nam-myoho-rengue-kyo:
Nam ou Namu (南無) - derivado do sânscrito Namas ou Namah, acrescentado por Nitiren significa "devotar a própria vida",
Myoho-rengue-kyo - é o título do Sutra de Lótus, cujo original em sânscrito é
Saddharma Pundarika Sutra é título original do Sutra de Lótus em Sânscrito, o principal ensino do Buda Shakyamuni;
Ele foi traduzido no ano 406 por Kumārajīva recebendo em chines o nome de Myoho-Renge-Kyo
Onde:
Sad se torna Myo,
Dharma, vira Ho,
Pundarika, que é flor de lotus, Renge e,
Sutra, que é ensino passa a ser Kyo.
Myo (妙) - significa Místico, não no sentido de milagre, mas indicando que o mistério da vida é de inimaginável profundidade e, portanto, além da compreensão do homem;
Ho (法) - significa Lei. A natureza da vida é tão mística e profunda que transcende o âmbito do conhecimento humano.

Uma lei familiar é encontrada no desenvolvimento do ser humano. Ele nasce, cresce, torna-se jovem e depois idoso e falece. Isso é, obviamente, uma inquebrável lei que regula cada espécie da vida. Ninguém pode nascer como adulto nem escapar desse ciclo. Em suma, Myoho significa Lei Mística, que é a realidade imutável e essencial de todos os fenômenos.
(妙法) - dentro do budismo tradicional, a mesma palavra corresponde ao conceito de 正法 - "Dharma Correto"- cujo original em sânscrito é Sad-dharma, cujo prefíxo "sad" pode ser traduzido como: Correto, Verdadeiro e Bom. O termo se aplica à concepção da Era ou período mítico de tempo (kalpas) em que o Dharma Correto permanecerá neste mundo, será praticado e conduzirá as pessoas ao estado búdico, após o parinirvana de Buda. No entanto, no Sutra de Lótus, o mesmo símbolo revela sua "Vida Eterna", um dos Dharmas Corretos, o qual "permanece eternamente pregando esta doutrina no Monte Gridhrakuta".
Rengue (蓮華) - significa Flor de Lótus, que simboliza a simultaneidade de causa e efeito, pois a flor e a semente germinam ao mesmo tempo. O budismo esclarece que todos os fenômenos do universo são regidos por essa lei. Portanto, a condição da vida presente é o efeito das causas acumuladas no passado e as ações do presente criam causas para o futuro.
Kyo (経) - significa Sutra ou ensino do Buda, que é eterno. Propaga-se pelas três existências da vida - passado, presente e futuro - transcendendo as condições mutáveis do mundo físico e do ciclo de nascimento e morte.
Assim, sob o ponto de vista do significado literal, o Nam-myoho-rengue-kyo abrange todas as leis, toda a matéria e todas as formas de vida existentes no universo. Se o expandirmos ao espaço ilimitado, é o mesmo que a vida do universo, e se o condensarmos ao espaço ilimitado, é igual à vida individual dos seres humanos. No entanto, esta ideia é superficial, pois a mera tradução dos caracteres não expõe a profundidade da Lei Mística em sua totalidade.
Duas passagens do Sutra do Lótus corroboram a prática do daimoku exaltando o poder do nome do sutra: "Aqueles seres que escutaram apenas o nome da Doutrina daqueles Bem-Encaminhados então naquele tempo já extinto por completo ou vivendo ainda - todos ele alcançaram a Iluminação." (p. 123) "...ofereçais salvaguarda, proteção e defesa a esses Pregadores do Dharma que conservarem em sua memória ainda que seja o mero nome desta exposição do Dharma!" (p. 500)."
No contexto do budismo um mantra é uma frase, palavra ou sílaba (bija) que retém toda o significado de um ensinamento, sua quintessência. Nichiren cita o mantra esotérico do Sutra de Lótus encontrado por Shan Wu Wei em uma de suas principais obras, Kaimoku Sho (A Abertura dos Olhos), e a reduz para a simples fórmula Namu-Myoho-Renge-Kyo, que contém todos os ensinamentos do Buda, seus méritos e iluminação em um única frase. Nesse sentido pode-se compreender o daimoku como um mantra, a quintessência dos ensinos do Buda.